# 卡斯特罗-斯蒂芬斯偶联反应
卡斯特罗-斯蒂芬斯偶联反应（Castro–Stephens coupling）指炔化亚铜与芳卤发生交叉偶联，生成二取代炔及卤化亚铜。  这个反应由查尔斯·E·卡斯特罗和罗伯特·D·斯蒂芬斯在1963年发现。
例如，碘苯与苯乙炔亚铜在吡啶中回流反应，得到二苯乙炔。